# (7814) 1986 CF2
A (7814) 1986 CF2 a Naprendszer kisbolygóövében található aszteroida. Henri Debehogne fedezte fel 1986. február 13-án.